# .tr
‎.tr‏ دامنه اینترنتی کشور ترکیه است.